# Les Marquises
Pour les articles homonymes, voir Marquise.
Albums de Jacques Brel
Ne me quitte pas
(1972)  
Singles
1. Les Remparts de Varsovie
Sortie : novembre 1977
2. Les Marquises
Sortie : novembre 1977
3. Vieillir
Sortie : 1977
4. Jojo
Sortie : 1977
5. Jaurès
Sortie : 1977
6. Knokke-Le-Zoute tango
Sortie : 1977
7. Les F…
Sortie : 1977
8. Orly
Sortie : 1978

Les Marquises est le treizième et dernier album studio de Jacques Brel, sorti en 1977 chez Barclay. Sans titre à l'origine (sinon le simple nom de Brel), il est désormais identifié par celui de la chanson qui clôt le disque.

## Vue d'ensemble
Installé aux îles Marquises depuis quelques années et presque retiré de la vie publique, Jacques Brel, atteint d'un cancer du poumon qui le ronge depuis trois ans, revient à Paris afin de travailler sur son nouvel album Les Marquises. Pisté lors de ses venues en France par les paparazzis, à cause de la rumeur qui court concernant son état de santé, il se cache dans un hôtel près de la Place de l'Étoile et garde son rythme polynésien dans la capitale. Il se rend à quelques mètres de là chez son arrangeur François Rauber pour lui présenter ses nouvelles chansons, répétées rue de Verneuil chez Juliette Greco. Gérard Jouannest, fidèle compositeur et pianiste de Brel, se trouve présent à ces réunions de travail.
Les séances d'enregistrement débutent en septembre 1977 avenue Hoche, dans les studios Barclay, à huit heures du matin. Au studio B, avec un demi-poumon en moins et un second irradié, Brel n'enregistre guère plus de deux chansons par séance selon un rituel immuable : une prise, en direct et avec l'orchestre, comme la chanson-titre, enregistrée le dernier jour des séances. Peu après la fin des séances, Brel retourne aux Marquises, avant de revenir à Paris en juillet 1978 pour soigner son cancer qui s'aggrave et vivre ses derniers jours, jusqu'à son décès, le 9 octobre 1978.
Hormis les douze titres qui composent l'album, cinq autres furent également enregistrés lors de ces séances : Mai 40, Avec élégance, Sans exigences, L'amour est mort et La Cathédrale. Deux courts récits sont également enregistrés, Le Docteur et Une Histoire Française. Restés inédits car Brel les jugeait peu aboutis, ils furent intégrés à l'intégrale de la discographie du chanteur belge et à la compilation Infiniment, à l'occasion du vingt-cinquième anniversaire de la mort de Brel. La publication de ces inédits fut sujet à controverse au moment de leurs diffusions, concernant les dernières volontés de Brel à propos de ces chansons,.

## Analyse
Premier album de l'artiste en dix ans à contenir des chansons inédites, Les Marquises est une sorte de testament musical puisque Brel, au moment de l'écriture et de l'enregistrement, se sait condamné par la maladie.
Le ton de l'album se révèle sombre, traitant de la mort et la vieillesse, et seul Les Remparts de Varsovie se distingue par son apparente légèreté. Le titre Les F… (connu également sous le titre Les Flamingants), que l'auteur qualifie de « chanson comique », s'en prend aux nationalistes flamands, comme il l'avait fait dix ans auparavant avec La la la..., et provoque un scandale,.

## Réception critique et commerciale
Sorti le 17 novembre 1977 sans aucune promotion, à savoir aucune interview et pas d'envoi radio avant la mise en vente, l'album réussit à se classer à la première place des meilleures ventes d'albums et à être disque d'or en 1978 pour 100 000 exemplaires vendus et disque de platine en 1981 pour 400 000 exemplaires vendus. Le total des ventes est estimé à 2 040 000 exemplaires.

### Classements
| Classement (1977-78) | Meilleure position |
| -------------------- | ------------------ |
| France (SNEP)        | 1                  |
| Norvège (VG-lista)   | 15                 |

| Classement (2003)                  | Meilleure position |
| ---------------------------------- | ------------------ |
| Finlande (Suomen virallinen lista) | 36                 |

## Liste des titres
Tous les titres sont écrits et composés par Jacques Brel, sauf indication contraire.
| 1. | Jaurès                                      | 3:37 |
| 2. | La ville s'endormait                        | 4:36 |
| 3. | Vieillir (Brel, Gérard Jouannest)           | 3:42 |
| 4. | Le Bon Dieu                                 | 4:44 |
| 5. | Les F... (Brel, Joe Donato, Caetano Veloso) | 3:27 |
| 6. | Orly                                        | 4:20 |

| Face B | Face B                   | Face B | Face B | Face B | Face B | Face B | Face B | Face B | Face B |
| No     | Titre                    | Durée  |        |        |        |        |        |        |        |
| ------ | ------------------------ | ------ | ------ | ------ | ------ | ------ | ------ | ------ | ------ |
| 7.     | Les Remparts de Varsovie | 4:06   |        |        |        |        |        |        |        |
| 8.     | Voir un ami pleurer      | 3:53   |        |        |        |        |        |        |        |
| 9.     | Knokke-le-Zoute Tango    | 5:10   |        |        |        |        |        |        |        |
| 10.    | Jojo                     | 3:11   |        |        |        |        |        |        |        |
| 11.    | Le Lion                  | 3:27   |        |        |        |        |        |        |        |
| 12.    | Les Marquises            | 3:53   |        |        |        |        |        |        |        |
| 48:06  |                          |        |        |        |        |        |        |        |        |

Titres issus des séances d'enregistrements de l'album et restés inédits à l'époque. Ils sont publiés pour la première fois lors de la sortie du coffret intégral Boîte à bonbons et la compilation Infiniment (2003) :
| No  | Titre                                  | Durée |
| --- | -------------------------------------- | ----- |
| 13. | Sans exigences (Brel, François Rauber) | 3:11  |
| 14. | Avec élégance (Brel, Rauber)           | 3:01  |
| 15. | Mai 40                                 | 3:42  |
| 16. | L'amour est mort (Brel, Jouannest)     | 4:06  |
| 17. | La Cathédrale                          | 4:46  |

## Musiciens
- Marcel Azzola : accordéon
- Gérard Jouannest : piano
- Maddly Bamy : voix (piste 11, non créditée)[14]

## Production
- Arrangements et direction d'orchestre : François Rauber (sauf piste 5, arrangée par Joe Donato)
- Prise de son : Gerhard Lehner, assisté de Jean-Pierre Michau
- Production exécutive : Sylvain Taillet
- Crédits visuels : Alain Marouani (pochette), Jean-Michel Deligny (photo)
- Textes de la pochette originale : François Rauber, Gérard Jouannest

## Éditions originales de l'album
- France, 17 novembre 1977 : microsillon 33 tours/30 cm., Brel , Barclay 96 010[15],[16]
- France, 17 novembre 1977 : cassette audio, Brel, Barclay 4 96010[16]

## Discographie liée à l’album
- SP (Single Play) = Microsillon 45 tours 2 titres.
- LP (Long Play) = Microsillon 33 tours/30 cm.
- CD (Compact Disc) = Disque compact.
- CDS (Compact Disc Single) = Disque compact 2 titres.
- SACD (Super Audio CD) = Super Audio CD
- BDA (Blu-Ray Audio) = "Blu-Ray Pure Audio"

### Éditions françaises de 45 tours
| - 1977 : SP Barclay 62.341 1. Vieillir 2. La ville s'endormait - 1977 : SP Barclay 62.342 1. Jojo 2. Le Lion - 1977 : SP Barclay 62.343 1. Jaurès 2. Voir un ami pleurer - 1977 : SP Barclay 62.344 1. Knokke-Le-Zoute Tango 2. Le bon Dieu - Novembre 1977 : SP Barclay 62.345, 1. Les Remparts de Varsovie 2. Orly | - 1977 : SP Barclay 62.346 1. Les F... 2. Les Marquises - Novembre 1977 : SP Barclay 62.346 1. Les Marquises 2. Les F... - 1978 : SP Barclay 62.369 1. Les Remparts de Varsovie 2. Jojo - 1978 : SP Barclay 62.505 1. Orly 2. Le Lion |